# Communautés d'accueil dans les sites artistiques
Pour les articles homonymes, voir CASA.

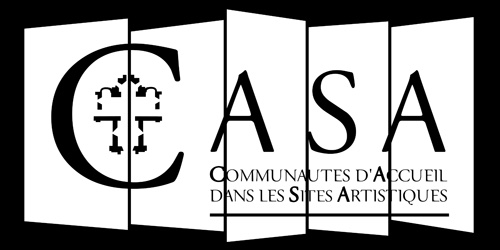

Communautés d'accueil dans les sites artistiques (CASA) est une association française créée en 1967 par le père Alain Ponsar (1917-2012).
Reconnues d'utilité publique en 1987, les Communautés d'Accueil dans les Sites Artistiques (CASA) regroupent des guides bénévoles qui accueillent les visiteurs dans une quinzaine de sites artistiques et religieux en France. CASA se donne pour tâche de faire visiter les édifices religieux de manière telle que chaque visiteur trouve dans son guide un ami et découvre, dans l'édifice qu'il visite avec lui, ses trois dimensions : historique, artistique et spirituelle,. Elle fait aujourd'hui partie de la fédération Ars et Fides, qui rassemble des associations européennes de guides bénévoles dans les sites religieux telles la SPREV, l'ARC France ou encore Rencontres Romaines.

## Historique
- 1967 : première communauté à l'église romane Saint-Pierre de Brancion en Bourgogne
- 1972 : création de l'association (JO, 17 mars 1972)
- 1977 : l'association est reconnue d'utilité publique (JO, 24 mars 1977, p. 1588)
- 1985 (juin) : premier numéro du Bulletin de liaison des CASA ou CASA-Information (CASAInfo)
- 1999 (avril) : lancement du site internet www.guidecasa.com
- 2012 (24 octobre) : décès du fondateur de l'association, le Père Alain Ponsar[6]
- 2017 : l'association fête ses 50 ans[7],[8]

## Textes fondateurs
- La Visitation (Évangile selon saint Luc 1, 39-45)
- Le diacre Philippe et l'eunuque éthiopien (Actes des Apôtres 8, 26-38)

## Présidents
- Gilles Chazal (1972-1977)
- Pierre Gaugué (1978-1979)
- Hubert Boulangé (1980-1982)
- Martine Coulon (1983-1985)
- Jean Vandamme (1985-1989)
- Thierry Bettler (1989-1991)
- Dominique Laboureix (1991-1994)
- Sophie Pèpe (1994-1996)
- Michel Rossi (1996-1998)
- Marc Pescheux (1999-2002)
- Franck Béthouart (2002-2009)
- Marie Angles-Leconte (2009-2014)
- Antoine Toursel (2014-2018)
- Claire Dussaussoy (2018-2020)
- Noé Bénard (2020-2024)
- Bastien Rousseau (2024-)

## Le groupe CASA Notre-Dame de Paris
Depuis 1977, CASA Notre-Dame est une branche de CASA ouverte à tous les âges et permettant à ses adhérents de proposer des visites de la cathédrale Notre-Dame de Paris, tous les jours de l'année.
À la suite de l’incendie du 15 avril 2019, les visites quotidiennes, assurées en dix langues, par les bénévoles du groupe CASA Notre-Dame s’étaient trouvées suspendues mais ont repris depuis juillet 2020 aux abords de la cathédrale. Les guides se préparent et continuent à se former pour accueillir de nouveaux les visiteurs à l'intérieur de la cathédrale dès décembre 2024. 
Durant l'été, le relais est pris par des jeunes constitués en « communautés internationales » qui accueillent les visiteurs dans plusieurs langues. Cette activité est interrompue depuis 2018 puis reprise dès l'été 2023 sur le parvis et à l'église Saint-Germain-l'Auxerrois située dans le premier arrondissement de Paris.

## Historique des sites CASA
Les sites actuels de CASA où se déroulent chaque année les communautés d'été sont les suivants : Anzy-le-Duc, Assy, Beaulieu-sur-Dordogne, Cléry-Saint-André, Colmar, Conques, Issoire, Orcival, Saint-Emilion, Saint-Léonard-de-Noblat, Saint-Nectaire, Souillac, Tournus, Vézelay, Vence, Bruxelles et Notre-Dame de Paris.  
Mais cela n'a pas toujours été le cas : des sites ont ouvert et fermé selon la demande locale et le contexte. 

### Bourgogne-Franche-Comté
| Commune             | Édifice                            | Année d'ouverture | Année de fermeture |
| ------------------- | ---------------------------------- | ----------------- | ------------------ |
| Brancion            | Église Saint-Pierre                | 1967              |                    |
| Tournus             | Abbatiale Saint-Philibert          | 1969              |                    |
| Autun               | Cathédrale Saint-Lazare            | 1969              | 1986               |
| Anzy-le-Duc         | Église Notre-Dame-de-l'Assomption  | 1970              |                    |
| Vézelay,            | Basilique Sainte-Marie-Madeleine   | 1970              |                    |
| Fontenay            | Abbaye                             | 1970              | 1970               |
| Cluny               | Abbaye                             | 1972              | 1975               |
| Baume-les-Messieurs | Abbaye Saint-Pierre                | 1976              | 1980               |
| Auxerre             | Cathédrale Saint-Étienne           | 2005              | 2006               |
| Ronchamp            | Chapelle Notre-Dame-du-Haut        | 2007              | 2009               |
| Pontigny            | Abbatiale Notre-Dame-et-Saint-Edme | 2009              | 2009               |

### Auvergne-Rhône-Alpes
| Champagne-sur-Rhône    | Église Saint-Pierre                     | 1970 | 1975 |
| Aubenas*               | Château                                 | 1970 | 1972 |
| Saint-Saturnin         | Église Notre-Dame                       | 1971 | 1971 |
| Cruas                  | Abbatiale Sainte-Marie                  | 1972 | 1975 |
| Boscodon               | Abbaye Notre-Dame                       | 1973 | 1973 |
| Éveux                  | Couvent Sainte-Marie-de-la-Tourelle     | 1974 | 1976 |
| Léoncel                | Abbaye                                  | 1976 | 1977 |
| Plateau d'Assy (Passy) | Église Notre-Dame-de-Toute-Grâce        | 1978 |      |
| Clermont-Ferrand       | Église Notre-Dame-du-Port               | 1988 | 2014 |
| Orcival                | Basilique Notre-Dame                    | 1989 |      |
| Vienne                 | Cathédrale Saint-Maurice                | 1993 | 1993 |
| Issoire                | Église Saint-Austremoine                | 1998 |      |
| Brioude                | Basilique Saint-Julien                  | 2004 | 2011 |
| Saint-Nectaire,        | Église                                  | 2005 |      |
| Saint-Antoine-l'Abbaye | Abbaye                                  | 2006 | 2007 |
| Le Puy                 | Cathédrale Notre-Dame-de-l'Annonciation | 2007 | 2011 |
| Viviers                | Cathédrale Saint-Vincent                | 2016 | 2016 |

### Provence-Alpes-Côte d'Azur
| Le Thoronet                   | Abbaye                            | 1970 | 1983 |
| Sénanque                      | Abbaye Notre-Dame                 | 1971 | 1980 |
| Lérins (îles)                 | Abbaye                            | 1973 | 1973 |
| Saint-Maximin-la-Sainte-Baume | Basilique Sainte-Marie-Madeleine  | 1974 | 1975 |
| La Verne                      | Chartreuse                        | 1975 | 1977 |
| Marseille                     | Abbatiale Saint-Victor            | 1979 | 2021 |
| La Brigue                     | Chapelle Notre-Dame-des-Fontaines | 1988 | 1988 |
| Arles                         | Cathédrale Saint-Trophime         | 1990 | 1998 |
| Apt                           | Cathédrale Sainte-Anne            | 2003 | 2004 |
| Vence                         | Collégiale Saint-Paul             | 2025 |      |

### Centre-Val de Loire
| Bourges                | Cathédrale Saint-Étienne       | 1971 | 2025 |
| Saint-Benoît-sur-Loire | Basilique Notre-Dame-de-Fleury | 1974 |      |
| Cléry-Saint-André      | Basilique Notre-Dame           | 2014 |      |

### Occitanie
| Saint-Guilhem-le-Désert     | Abbaye de Gellone                     | 1973         | 1987 |
| Maguelone                   | Cathédrale Saint-Pierre-et-Saint-Paul | 1974         | 1975 |
| Conques,                    | Abbatiale Sainte-Foy                  | 1976         |      |
| Perpignan                   | Cathédrale Saint-Jean-Baptiste        | 1977         | 2003 |
| Luchon                      | Circuit                               | 1977         | 1977 |
| Casteil                     | Abbaye Saint-Martin du Canigou        | 1987         | 1988 |
| Vals                        | Église Notre-Dame                     | 1980         | 1981 |
| Saint-Martin-du-Canigou     | Abbaye Saint-Martin du Canigou        | 1987         | 1988 |
| Valence-sur-Baïse           | Abbaye de Flaran                      | 1980         | 1998 |
| Rocamadour                  | Sanctuaire                            | 1994         | 1998 |
| Saint-Bertrand-de-Comminges | Cathédrale Sainte-Marie               | 2000         | 2000 |
| Lavaur                      | Cathédrale Saint-Alain                | 2003         | 2003 |
| Souillac                    | Abbatiale Sainte-Marie                | 2004 et 2022 |      |
| Albi                        | Cathédrale Sainte-Cécile              | 2004         | 2012 |
| Cahors                      | Cathédrale Saint-Étienne              | 2007         | 2015 |
| Toulouse                    | Basilique Saint-Sernin                | 2008         |      |
| Rodez                       | Cathédrale Notre-Dame                 | 2011         | 2012 |

### Pays-de-la-Loire
| Nieul-sur-l'Autise | Abbaye Saint-Vincent | 1973 | 1983 |
| Cunault            | Prieurale Notre-Dame | 1997 | 2003 |

### Hauts-de-France
| Amiens | Cathédrale Notre-Dame | 1973 |      |
| Laon   | Cathédrale Notre-Dame | 1974 | 1995 |

### Grand-Est
| Rosheim | Église Saints-Pierre-et-Paul                           | 1974 | 1981 |
| Colmar  | Musée Unterlinden (retable d'Issenheim)                | 1976 | 1988 |
| Reims   | Basilique Saint-Remi                                   | 1976 | 1980 |
| L'Épine | Basilique Notre-Dame                                   | 2002 | 2003 |
| Épinal  | Basilique Saint-Maurice et Église Notre-Dame-au-Cierge | 2003 | 2003 |

### Nouvelle-Aquitaine
| Beaulieu-sur-Dordogne | Abbatiale Saint-Pierre                                | 1974 |      |
| Aulnay-de-Saintonge   | Église Saint-Pierre                                   | 1975 |      |
| Le Mas-d'Agenais      | Collégiale Saint-Vincent                              | 1975 | 1976 |
| Aubazine              | Abbaye                                                | 1976 | 2009 |
| Saint-Sever           | Abbatiale                                             | 1987 | 1988 |
| Melle                 | Églises Saint-Hilaire, Saint-Pierre et Saint-Savinien | 1995 | 1995 |
| Surgères              | Abbatiale Notre-Dame                                  | 2000 | 2000 |
| Poitiers              | Cathédrale Saint-Pierre et église Sainte-Radegonde    | 2002 | 2002 |
| Poitiers              | Collégiale Notre-Dame-La-Grande                       | 2003 | 2005 |
| Talmont-sur-Gironde   | Prieurale Sainte-Radegonde                            | 2006 | 2009 |

### Bretagne
| Le Folgoët      | Basilique Notre-Dame | 1975 | 1979 |
| Saint-Thégonnec | Église Notre-Dame    | 1980 | 1983 |

### Normandie
| Coutances                    | Cathédrale Notre-Dame | 1976 | 1979 |
| Sées                         | Cathédrale Notre-Dame | 1981 | 1984 |
| Caen                         | Abbaye aux Dames      | 1986 | 1987 |
| Saint-Martin-de-Boscherville | Abbaye Saint-Georges  | 1997 | 1998 |
| Bayeux                       | Cathédrale Notre-Dame | 1998 | 2009 |

### Île-de-France
| Paris | Cathédrale Notre-Dame,           | 1972 |      |
| Paris | Église Saint-Séverin             | 1972 | 1978 |
| Paris | Abbaye de Saint-Germain-des-Prés | 1972 | 1975 |
| Paris | Église Saint-Germain-l'Auxerrois | 2018 |      |

### Belgique
| Hastière         | Abbatiale Saint-Pierre  | 1978 | 1980 |
| Gand             | Cathédrale Saint-Bavon  | 1983 | 1984 |
| Villers-la-Ville | Abbaye                  | 1984 | 1991 |
| Bruxelles        | Basilique du Sacré-Cœur | 2025 |      |

### Allemagne
| Augsbourg           | Cathédrale                 | 1988 | 1988 |
| Schwartzrheindorf** | doppelkirche Saint-Clément | 2005 | 2005 |

### Suisse
| Saint-Ursanne | Collégiale | 2020 |  |

(*) Seule expérience dans un monument profane qui s'intégrait mal à l'esprit qui avait présidé à la création de ce qui était en train de devenir CASA.
(**)dans le cadre des Journées mondiales de la jeunesse à Cologne.